# Bryum tristaniense
Bryum tristaniense är en bladmossart som beskrevs av Hugh Neville Dixon och Christophersen 1960. Bryum tristaniense ingår i släktet bryummossor, och familjen Bryaceae. Inga underarter finns listade i Catalogue of Life.